# سيواكواتل

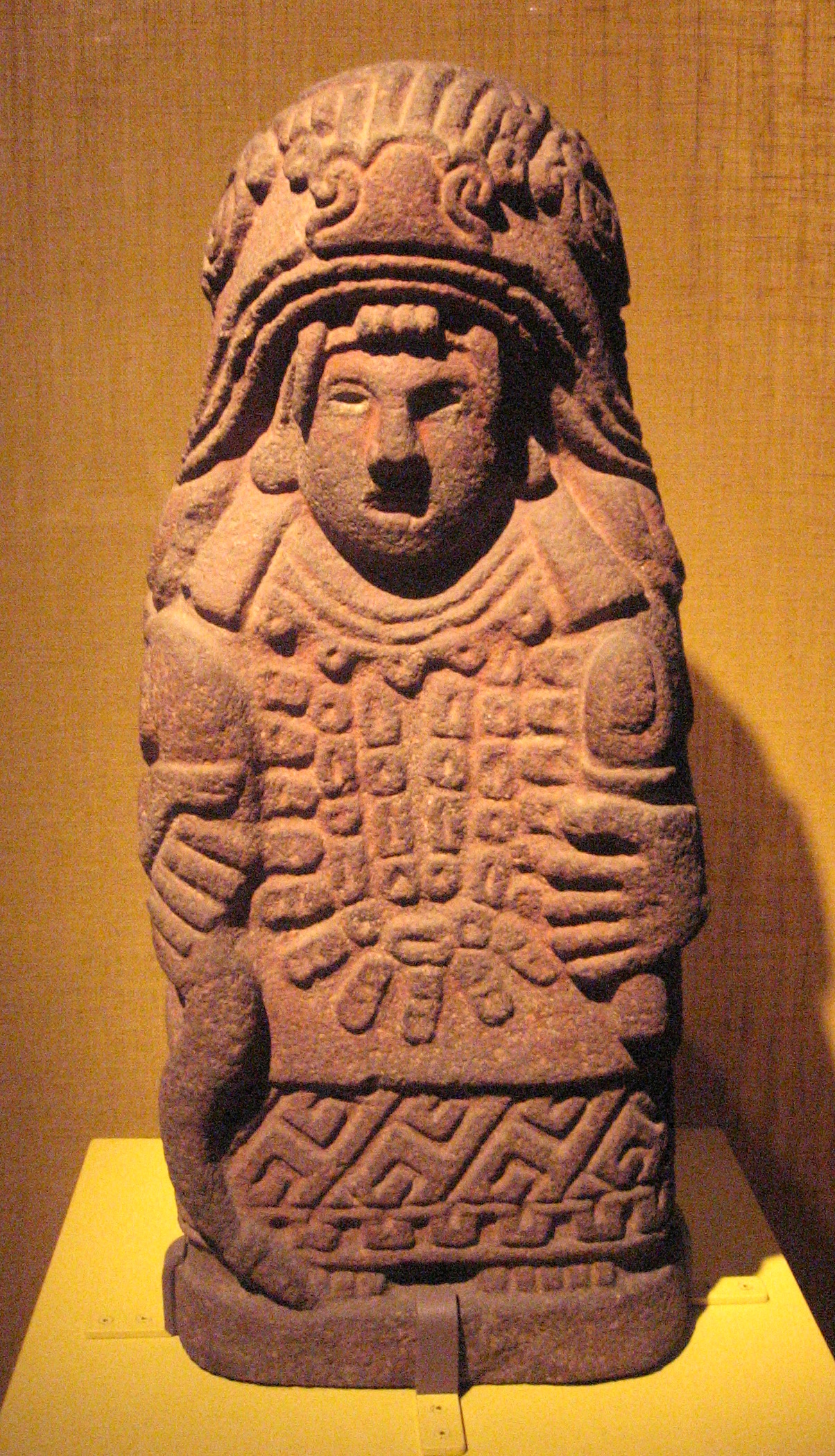
تمثال حجري لـ سيواكواتل، يظهرها محاطة بفم الثعبان، وممسكة بأذن من الذرة في يدها اليسرى.

سيواكواتل (بالإنجليزية: Cihuacōātl)‏ الربة الأرض، الأم، الأزتيكية، المشرفة على ولادة النساء اللواتي يمُتن عندما يلدن. ساعدت كيتزالكواتل Quetzalcoatl في خلق البشر الأوائل لهذه الحقبة، وقد صنعتهم من عظام الأجيال السابقة التي اختلطت بدم الأرباب القديمة الذين ضحوا بذاتهم حتى تبدأ هذه الحقبة. وابنها هو ميشكواتل Mixcoatl. ويرسمونها عادة وهي تحمل ابنا على ذراعيها. اسمها يعني «المرأة-الأفعى». مركز عبادتها في كولهواكان (في بحيرة تِشْكُوكُو بالمكسيك).
وكانت واحدة من إلهات الأمومة والخصوبة. صُوِّرت أحيانًا على أنها امرأة شابة، إلا أنها تظهر في كثير من الأحيان على أنها امرأة عجوز شرسة ذات وجه جمجمة تحمل الرماح ودرع المحارب.